# Knights Ferry
Knights Ferry is een plaats in Stanislaus County in de Amerikaanse staat Californië. Knights Ferry ligt aan de Stanislaus River in de foothills van de Sierra Nevada, zo'n 64 km ten oosten van Modesto.

## Geschiedenis
Toen er in 1848 goud werd gevonden in Californië, herontdekte dr. William Knight een pas die hij met John C. Fremont had overgestoken. Hij vestigde er een veerpont en bouwde er na enige tijd een hotel en handelspost. Hoewel het dorp al snel in de handen van de familie Dent kwam, en zij het Dentville lieten noemen, bleven de inwoners de oude namen, Knights Ferry of Knights Crossing, gebruiken. Knights Ferry bloeide en had onder andere twee hotels en vier kruidenierszaken. Van 1862 tot 1874 was Knights Ferry de county seat van de nieuwe Stanislaus County. De veerboot over de Stanislaus werd in 1852 vervangen door een tolbrug, die in 1862 vernield werd door een overstroming. Er werd een nieuwe overdekte brug gebouwd. De Knights Ferry Bridge bestaat nog steeds en werd in 2012 erkend als National Historic Landmark. Het historische dorp zelf is onder de naam Knights Ferry Historic District erkend als een historisch district op het National Register of Historic Places. (Er mogen sinds 1985 geen auto's meer over de brug; verder westwaarts wordt de rivier overgestoken door de voor auto's toegankelijke Sonora Road.)
De Willms Ranch in de buurt van Knights Ferry was een van de vele filmlocaties van de televisieseries Bonanza en Little House on the Prairie.

## Fotogalerij

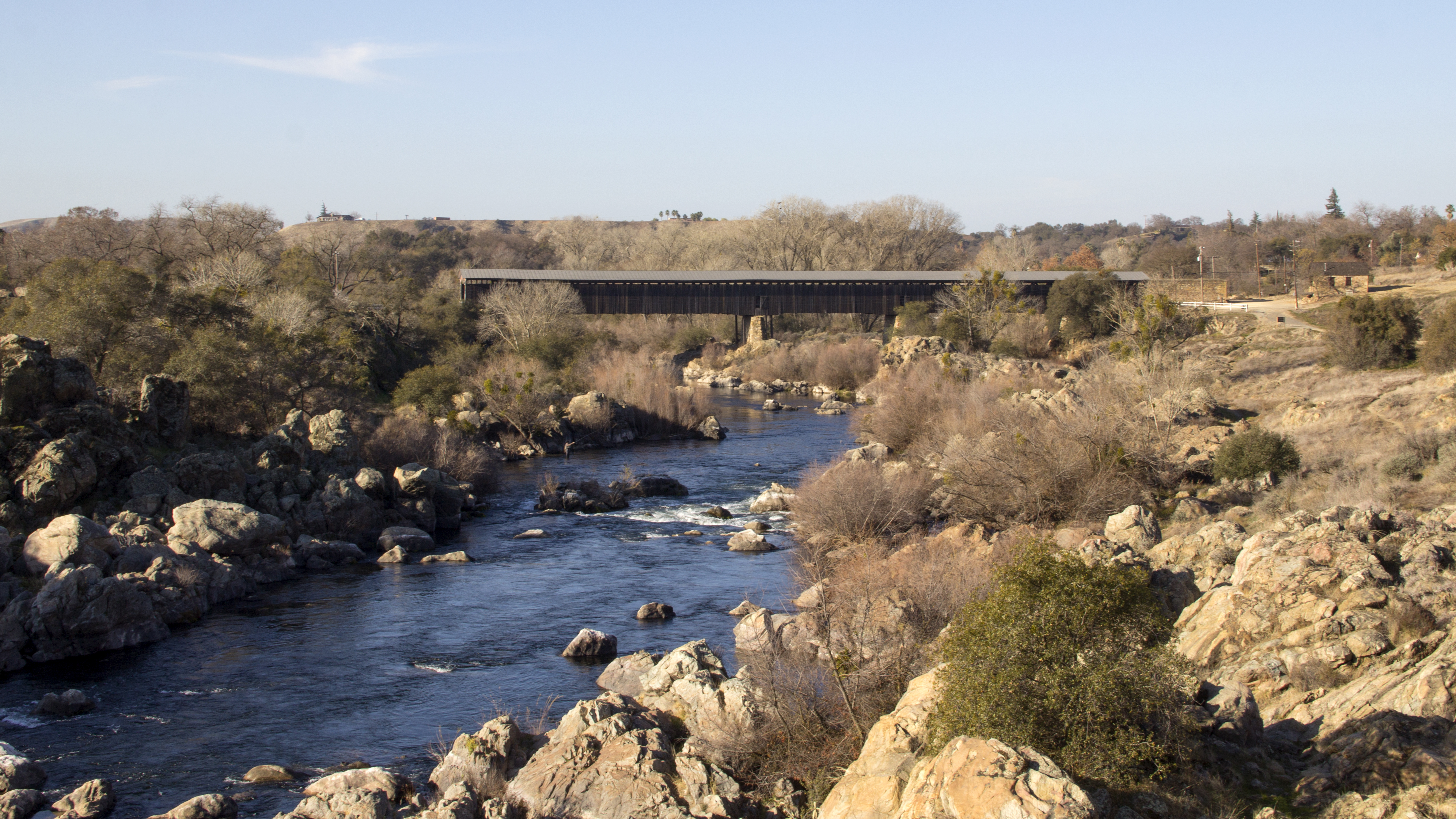
Ligging van de Knights Ferry Bridge over de Stanislaus
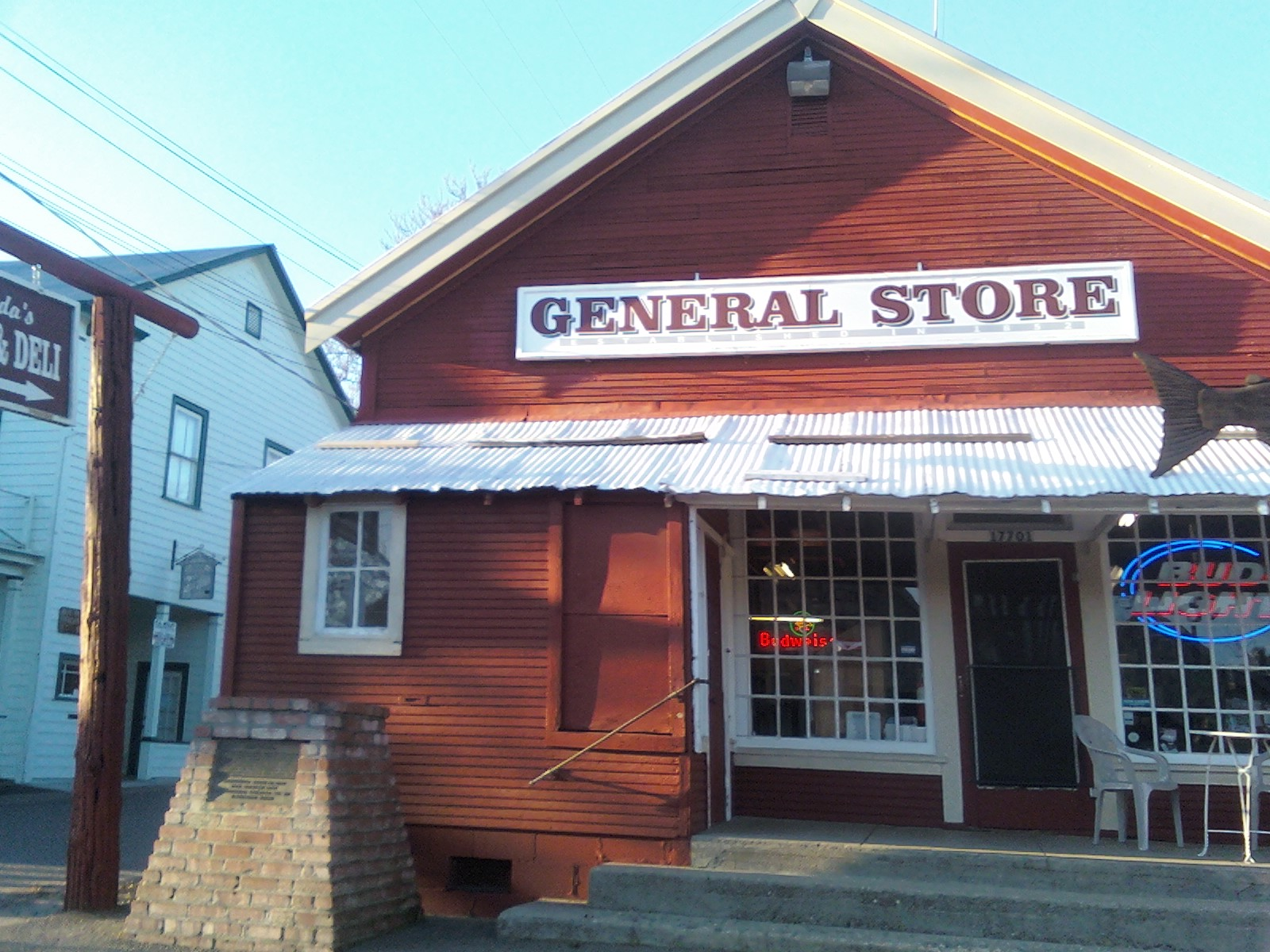
Californië's oudste general store die nog open is, bevindt zich in Knights Ferry
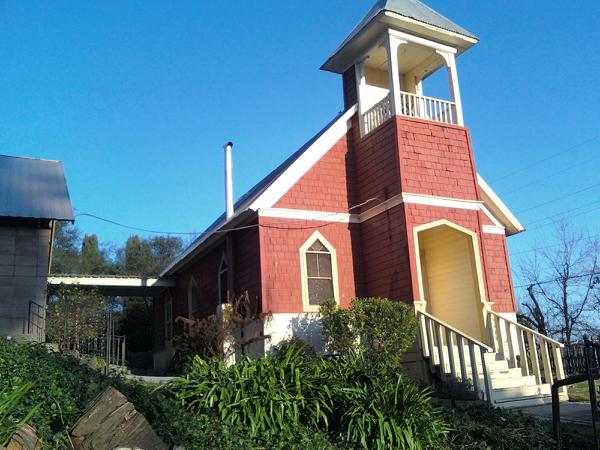
Knights Ferry Community Church
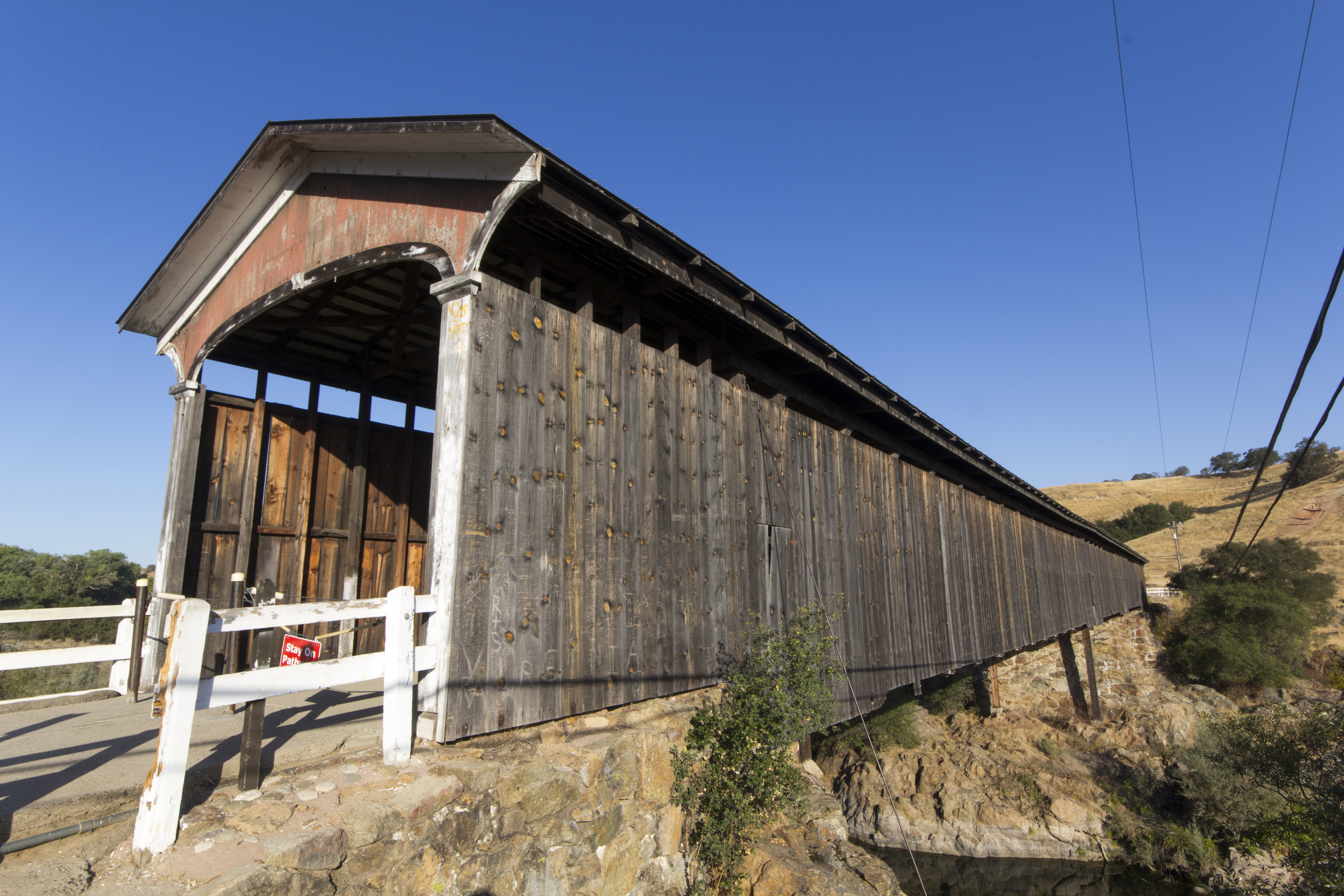
Knights Ferry Bridge
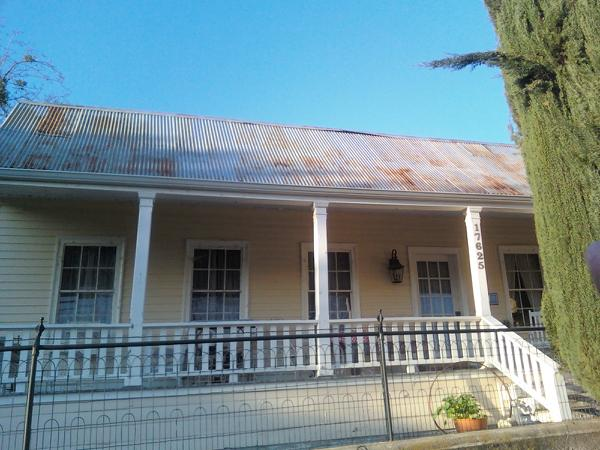
Lewis Dent House